# Rominserv Valves IAIFO
Rominserv Valves IAIFO (fostă Armătura Zalău) este o companie producătoare de armături din Zalău, România.
A fost înființată în anul 1969, fiind specializată în proiectarea, fabricarea și comercializarea unei game largi de armături industriale din fontă și oțel precum și de supape de siguranță cu arc.
În 2004 fabrica a fost preluată de Rominserv (subsidiară Rompetrol). Cum nu a fost vorba, atunci, de o privatizare propriu-zisă, ci de o lichidare voluntară urmată de vânzare de active către Rompetrol, companie deținută la acea vreme de Dinu Patriciu, lichidarea a impus disponibilizarea tuturor angajaților. O parte dintre ei au fost reangajați, ulterior, în fabrică, devenită acum Rominserv Valves IAIFO.
Număr de angajați:
- 2013: 360[2]
- 2004: 1.250[2]
- 1990: 7.200[2]